# Liste der Baudenkmale in Neuburg (Mecklenburg)
In der Liste der Baudenkmale in Neuburg sind alle denkmalgeschützten Bauten der mecklenburgischen Gemeinde Neuburg und ihrer Ortsteile aufgelistet. Grundlage ist die Veröffentlichung der Denkmalliste des Kreises Nordwestmecklenburg mit dem Stand vom 16. September 2020. 

## Baudenkmale nach Ortsteilen

### Neuburg
| ID  | Lage    | Bezeichnung                           | Beschreibung | Bild           |
| --- | ------- | ------------------------------------- | ------------ | -------------- |
| 970 |         | Steinbogenbrücke über alte Poststraße |              |                |
| 969 | (Karte) | Kirche                                |              | Weitere Bilder |

### Hagebök
| ID   | Lage                                              | Bezeichnung | Beschreibung | Bild |
| ---- | ------------------------------------------------- | --- | ------------ | ---- |
| 1590 | B 105 / 240 / 1.340 bei km 108,5 (700 m nördlich) | Meilenstein (Ganzmeilenobelisk)                                                                                           |              |      |
| 676  | Dorfstraße 1                                      | Bahnhofsanlage m. Empfangs- u. Dienstgebäude (einschließlich Weichenstellhebel), Wohnhaus, Schrankenanlage u. Pflasterung |              |      |

### Ilow
| ID  | Lage    | Bezeichnung | Beschreibung | Bild     |
| --- | ------- | ----------- | --- | -------- |
| 719 | Ilow 14 | Gutshaus    | 1-gesch., 11-achs. Putzbau mit 2-gesch. Mittelrisalit und Krüppelwalmdach u. a. im Besitz der Familien von Cramon (1670–1792), von Bülow (1815–1872), Beste (1888–1916) und Arthur Prym. | Gutshaus |

### Kartlow
| ID  | Lage | Bezeichnung                                             | Beschreibung | Bild |
| --- | ---- | ------------------------------------------------------- | ------------ | ---- |
| 737 |      | ehem. Bahnbeamtenwohnhaus (gegenüber dem ehem. Bahnhof) |              |      |

### Lischow
| ID  | Lage              | Bezeichnung                                                                                                 | Beschreibung | Bild |
| --- | ----------------- | --- | --- | ---- |
| 871 | Dorfstraße 19, 20 | Gutshaus mit Park, Wirtschaftsgebäude, Stall-u. Scheunenbauten sowie einer Tagelöhnerkate an der Dorfstraße | Gutshaus mit Park, Wirtschaftsgebäude, Stall- und Scheunenbauten sowie einer Tagelöhnerkate an der Dorfstraße: 1-gesch., 9-achs. Putzbau mit Mansarddach und 2. gesch. Zwerchgiebel sowie 3-gesch. Seitenflügel mit Satteldach, heute Ferienwohnhaus und Café, 1-gesch. Scheune als Backsteinbau mit Nutzung als Festscheune, 2-gesch. Wirtschaftsgebäude als Backsteinbau Gut der Familie Schröder (1894–1945 und ab 1999). |      |

### Madsow
| ID  | Lage             | Bezeichnung | Beschreibung     | Bild |
| --- | ---------------- | --- | ---------------- | ---- |
| 917 | Madsow 12, 16-18 | Gutsanlage m. Gutshaus, Wohnhaus eingetr. 23.04.2020, Schweinestall mit Torhaus, Rinderstall (1927), Stall u. Schmiede | 1-gesch. Putzbau |      |

### Nantrow
| ID  | Lage      | Bezeichnung        | Beschreibung | Bild      |
| --- | --------- | ------------------ | ------------ | --------- |
| 950 |           | Windmühle          |              | Windmühle |
| 949 | Nantrow 4 | Chausseewärterhaus |              |           |

### Neuendorf
| ID  | Lage          | Bezeichnung    | Beschreibung | Bild |
| --- | ------------- | -------------- | ------------ | ---- |
| 971 | Dorfstraße 5? | Vierständerbau |              |      |
| 972 | Dorfstraße 6  | Wohnhaus       |              |      |
| 973 | Dorfstraße 7  | Wohnhaus       |              |      |

## Ehemalige Baudenkmale

### Lischow
| ID  | Lage | Bezeichnung | Beschreibung | Bild |
| --- | ---- | ----------- | ------------ | ---- |
| 872 |      | Schmiede    |              |      |

## Quelle
- Denkmalliste des Landkreises Nordwestmecklenburg (Stand: 9. November 2023; PDF, 1,2 MByte)